# Osteobrama cotio peninsularis
Osteobrama cotio peninsularis is een ondersoort van de straalvinnige vissen uit de familie van de eigenlijke karpers (Cyprinidae). De wetenschappelijke naam van de soort is voor het eerst geldig gepubliceerd in 1952 door Silas.